# Liberalisme (international politik)
Liberalisme er en teoriretning indenfor International politik. Liberalismen fik sin udbredelse som et opgør med de realistiske paradigmer. I modsætning til realismen antager liberalismen, at internationale relationer kan indeholde samarbejde frem for konflikt. Der er dermed mulighed for at forbedre de internationale relationer, således at krig bliver væsentligt mindre sandsynligt end hvad realismen antager.
Fremkomsten af liberalisme som tankesæt hænger nøje sammen med fremkomsten af de moderne, liberale stater. Liberale filosoffer, så som John Locke, så store muligheder for fremgang i det internationale samfund, med stater uden autoritære regeringer og større økonomisk velstand.
Moderne liberalisme kan inddeles i fire hovedretninger; sociologisk liberalisme, interdependens-liberalisme, institutionel liberalisme og republikansk liberalisme.
Den sociologiske liberalisme fremhæver, at staterne bestemt ikke er de eneste aktører i internationale relationer. Transnationale relationer, fra folk til folk eller mellem grupper i forskellige lande, spiller også en væsentlig rolle. Således fandt Karl Deutsch, at jo mere kommunikation, der var mellem samfund, des større var sandsynligheden for fredeligt samkvem. Den sociologiske liberalisme er fokuseret på opstanden af fællesskabsfølelser, der penetrerer de internationale grænser. Visse sociologiske liberale, f.eks. James Rosenau, finder ligefrem, at staten vil blive en af de mindre betydningsfulde fællesskaber.
Interdependens-liberalismen omhandler gensidig afhængighed mellem lande og mennesker. Gennem historien har stater forsøgt at opnå magt vha. militære styrker og territorial udvidelse. Men industrialiserede lande kan opnå større gevinster ved intern udvikling og udenrigshandel. Det er simpelt hen blevet dyrere at anvende magt (på grund af staternes bedre forsvar), og der er mindre at vinde ved magtanvendelsen. Robert Keohane og Joseph Nye mener, at interdependens har medført, at stater ikke længere kun (eller primært) har relationer mellem statsoverhoveder. I komplekse samfund er der tale om skiftende enheder, alt efter, hvilken type af kommunikation, der er tale om. Teorien er nært beslægtet med Niklas Luhmanns system-teori.
Institutionel liberalisme finder, at internationale institutioner har en positiv effekt på verdenssamfundet. Dette sker fordi internationale institutioner er selvstændige aktører, der kan lette samarbejde mellem stater. ("Institutioner" betyder i denne sammenhæng ikke blot organisationer, men også eksempelvis uformelle regler). Jo flere selvstændige institutioner og jo større beslutningsgrad disse har, jo mere institutionelt sammenkædet er verden, og jo mindre behøver stater at frygte hinandens handlinger.
Republikansk liberalisme mener, at liberale demokratier er mere fredelige end andre politiske systemer. Mere specifikt mener de republikanske liberalister, at demokratier ikke går i krig med hinanden. Argumentet blev fremført af Immanuel Kant i slutningen af 1700-tallet, og blev gen-fremført af Dean Babst i 1964. Jo flere demokratier, der eksisterer på verdensplan, jo større er sandsynligheden altså for en fredelig verden. Dette skyldes, ifølge Michael Doyle, at liberale demokratier internt træffer beslutninger ved fredelige midler. Demokratier går ikke i krig med andre demokratier, fordi borgerne ikke vil acceptere en sådan beslutning.